# Torneo Clausura 2024 (Perú)
El Torneo Clausura 2024 fue el segundo de los dos torneos cortos que conformaron la Liga 1 2024.

## Formato
El Torneo Clausura se jugará con un sistema de todos contra todos durante 17 jornadas. El equipo que terminó en el primer lugar será proclamado como el «Ganador del Torneo Clausura», y clasificará a los play-offs por el campeonato, siempre y cuando al finalizar las 34 fechas totales estuviése entre los siete mejores lugares de la tabla acumulada.

## Equipos participantes

### Ascensos y descensos
Un total de 18 equipos disputarán la Liga 1 este año: serán los primeros 16 lugares de la temporada 2023, el campeón y subcampeón de la Liga 2 2023. Comerciantes Unidos regresará a la primera división del fútbol peruano después de una ausencia de 5 años, luego de coronarse como campeón del torneo de segunda división en 2023, mientras que Los Chankas ascendió por primera vez en su historia a la primera división del Perú luego de salir vencedor en los play-offs de ascenso, convirtiéndose así en el primer equipo de la región de Apurímac en lograrlo.
| Pos. | Descendidos a Liga 2 2024 |
| ---- | ------------------------- |
| 17.º | Deportivo Binacional      |
| 18.º | Deportivo Municipal       |
| 19.º | Academia Cantolao         |

| Pos.   | Ascendidos de Liga 2 2023 |
| ------ | ------------------------- |
| 1.° L2 | Comerciantes Unidos       |
| 2.º L2 | Los Chankas               |

### Información de los equipos
| Equipo                    | Ciudad      | Entrenador              | Estadio                   | Aforo  | Estadios alternativos                | Proveedor    | Patrocinador principal (Pecho)               | Otros patrocinadores (Mangas u otras partes)                                                                                         |
| ------------------------- | ----------- | ----------------------- | ------------------------- | ------ | ------------------------------------ | ------------ | -------------------------------------------- | --- |
| ADT                       | Tarma       | Carlos Gutiérrez (INT)  | Unión Tarma               | 9 100  | –                                    | New Athletic | Caja Huancayo                                | Romax Sporade |
| Alianza Atlético          | Sullana     | Gerardo Ameli           | Campeones del 36          | 12 000 | –                                    | Walon        | Caja Sullana                                 | Centro Oftalmológico NobaVisión Neuro Sure Forte Sporade                                                                             |
| Alianza Lima              | Lima        | Alejandro Restrepo      | Alejandro Villanueva      | 33 938 | –                                    | Nike         | Apuesta Total                                | Bitel Cerveza Cristal DeoPies Hyundai Loterías Torito                                                                                |
| Atlético Grau             | Piura       | Ángel Comizzo           | Campeones del 36          | 7 000  | –                                    | Walon        | Caja Piura DoradoBet                         | Estaciones San José Inmobiliaria Miraflores Perú Sporade                                                                             |
| Carlos A. Mannucci        | Trujillo    | Milton Mendes           | Mansiche                  | 25 000 | –                                    | Walon        | DoradoBet Universidad Privada Antenor Orrego | Aguafiel Cinética Sporade Transportes Línea                                                                                          |
| Comerciantes Unidos       | Cutervo     | Carlos Silvestri        | Germán Contreras Jara     | 6 300  | –                                    | Jave         |                                              | Agua Yakuari Poresport |
| Cienciano                 | Cusco       | Óscar Ibáñez            | Inca Garcilaso de la Vega | 42 000 | –                                    | New Athletic | DoradoBet                                    | Clínica San Juan de Dios JetSMART Sporade Tecno Fast                                                                                 |
| Cusco FC                  | Cusco       | Miguel Rondelli         | Inca Garcilaso de la Vega | 42 000 | –                                    | Lotto        | Caja Cusco DoradoBet                         | Clínica O2 Medical Network Smart Fit Sporade Super Star Noticias Ultra Supermayorista Walking                                        |
| Deportivo Garcilaso       | Cusco       | Guillermo Duró          | Inca Garcilaso de la Vega | 42 000 | –                                    | Walon        | Caja Cusco                                   | Clínica O2 Medical Network Sporade                                                                                                   |
| FBC Melgar                | Arequipa    | Marco Valencia          | Monumental de la UNSA     | 60 000 | –                                    | Walon        | Betano                                       | Ricocan Sporade Saint-Gobain |
| Los Chankas               | Andahuaylas | César Vaioli            | Los Chankas               | 10 000 | –                                    | New Athletic | Cerveza Apurimeña                            | El Cisne Pinturas Cykron Sporade |
| Sport Boys                | Callao      | Guillermo Vásquez (INT) | Miguel Grau               | 17 000 | Ver lista Nacional Iván Elías Moreno | Astro        | Apuesta Total                                | Alfin Banco Atrevia Dr. Cotillo Fos-Hepan Forte Grupo YMSA Perú Medical Sporade                                                      |
| Sport Huancayo            | Huancayo    | Franco Navarro          | Huancayo                  | 20 000 | –                                    | Lotto        | Caja Huancayo                                | Clínica Especializada Miranda DoradoBet Drytex Sporade Transportes Salazar                                                           |
| Sporting Cristal          | Lima        | Guillermo Farré         | Alberto Gallardo          | 11 500 | 1 Alternativa Nacional               | Adidas       | Caja Piura DoradoBet                         | Cerveza Cristal Gatorade MG Motor WOW Perú                                                                                           |
| Unión Comercio            | Tarapoto    | Jesús Oropesa           | Carlos Vidaurre García    | 7 000  | –                                    | Convert      |                                              | Corporación Chávez Grupo I-CAX Sporade                                                                                               |
| Universidad César Vallejo | Trujillo    | Guillermo Salas         | Mansiche                  | 25 000 | –                                    | Astro        | Caja Trujillo Universidad César Vallejo      | Alkofarma Apuesta Total Eurotubo Institución Educativa Privada Ingeniería Restaurant Turístico Megalodón Promant Sporade Vendomática |
| Universitario             | Lima        | Fabián Bustos           | Monumental                | 80 096 | 1 Alternativa Nacional               | Marathon     | Apuesta Total                                | Cerveza Cristal Jetour Opalux San Carlos                                                                                             |
| UTC                       | Cajamarca   | Carlos Ramacciotti      | Germán Contreras Jara     | 6 300  | –                                    | Lotto        | Colegio Nivel A                              | Agua de Mesa San Lorenzo Electrolight Real Plaza                                                                                     |

### Localización
Perú está dividido en 25 regiones, de las cuales 10 estarán representados en el campeonato. Las regiones de Cusco y Lima cuentan con la mayor cantidad de representantes (3 equipos). Fue la primera vez en la historia que un equipo de Apurímac participó en Primera División.
| Cusco       | 3 | Cienciano, Cusco FC y Deportivo Garcilaso      | Universitario Alianza Lima Cristal ADT Alianza Atlético · Atlético Grau Los Chankas Carlos A. Mannucci · U. César Vallejo Comerciantes Unidos Cienciano · Cusco FC · Dep. Garcilaso FBC Melgar Sport Huancayo UTC Boys Unión Comercio |
| Lima        | 3 | Alianza Lima, Sporting Cristal y Universitario | Universitario Alianza Lima Cristal ADT Alianza Atlético · Atlético Grau Los Chankas Carlos A. Mannucci · U. César Vallejo Comerciantes Unidos Cienciano · Cusco FC · Dep. Garcilaso FBC Melgar Sport Huancayo UTC Boys Unión Comercio |
| Cajamarca   | 2 | Comerciantes Unidos y UTC                      | Universitario Alianza Lima Cristal ADT Alianza Atlético · Atlético Grau Los Chankas Carlos A. Mannucci · U. César Vallejo Comerciantes Unidos Cienciano · Cusco FC · Dep. Garcilaso FBC Melgar Sport Huancayo UTC Boys Unión Comercio |
| Junín       | 2 | ADT y Sport Huancayo                           | Universitario Alianza Lima Cristal ADT Alianza Atlético · Atlético Grau Los Chankas Carlos A. Mannucci · U. César Vallejo Comerciantes Unidos Cienciano · Cusco FC · Dep. Garcilaso FBC Melgar Sport Huancayo UTC Boys Unión Comercio |
| La Libertad | 2 | Carlos A. Mannucci y U. César Vallejo          | Universitario Alianza Lima Cristal ADT Alianza Atlético · Atlético Grau Los Chankas Carlos A. Mannucci · U. César Vallejo Comerciantes Unidos Cienciano · Cusco FC · Dep. Garcilaso FBC Melgar Sport Huancayo UTC Boys Unión Comercio |
| Piura       | 2 | Alianza Atlético y Atlético Grau               | Universitario Alianza Lima Cristal ADT Alianza Atlético · Atlético Grau Los Chankas Carlos A. Mannucci · U. César Vallejo Comerciantes Unidos Cienciano · Cusco FC · Dep. Garcilaso FBC Melgar Sport Huancayo UTC Boys Unión Comercio |
| Apurímac    | 1 | Los Chankas                                    | Universitario Alianza Lima Cristal ADT Alianza Atlético · Atlético Grau Los Chankas Carlos A. Mannucci · U. César Vallejo Comerciantes Unidos Cienciano · Cusco FC · Dep. Garcilaso FBC Melgar Sport Huancayo UTC Boys Unión Comercio |
| Arequipa    | 1 | FBC Melgar                                     | Universitario Alianza Lima Cristal ADT Alianza Atlético · Atlético Grau Los Chankas Carlos A. Mannucci · U. César Vallejo Comerciantes Unidos Cienciano · Cusco FC · Dep. Garcilaso FBC Melgar Sport Huancayo UTC Boys Unión Comercio |
| Callao      | 1 | Sport Boys                                     | Universitario Alianza Lima Cristal ADT Alianza Atlético · Atlético Grau Los Chankas Carlos A. Mannucci · U. César Vallejo Comerciantes Unidos Cienciano · Cusco FC · Dep. Garcilaso FBC Melgar Sport Huancayo UTC Boys Unión Comercio |
| San Martín  | 1 | Unión Comercio                                 | Universitario Alianza Lima Cristal ADT Alianza Atlético · Atlético Grau Los Chankas Carlos A. Mannucci · U. César Vallejo Comerciantes Unidos Cienciano · Cusco FC · Dep. Garcilaso FBC Melgar Sport Huancayo UTC Boys Unión Comercio |

### Jugadores extranjeros
Se permiten 6 futbolistas considerados extranjeros, presentes la totalidad en campo. Este cambio refleja un cupo más que en la edición de 2023.
| Equipo                    | Jugador 1          | Jugador 2           | Jugador 3            | Jugador 4           | Jugador 5        | Jugador 6        |
| ------------------------- | ------------------ | ------------------- | -------------------- | ------------------- | ---------------- | ---------------- |
| ADT                       | Fernando Bersano   | Moisés Corozo       | Ángel Quiñónez       | Alex Rambal         | Joao Rojas       |                  |
| Alianza Atlético          | Santiago Arias     | Rodrigo Castro      | Adrián Fernández     | Diego Melián        | Eric Tovo        | José Villegas    |
| Alianza Lima              | Adrián Arregui     | Juan Pablo Freytes  | Jiovany Ramos        | Pablo Sabbag        | Cecilio Waterman |                  |
| Atlético Grau             | Neri Bandiera      | Mauro da Luz        | Daniel Franco        | Benjamín García     | Rodrigo Tapia    |                  |
| Carlos A. Mannucci        | Nicolás Albarracín | Ángel Benítez       | Matías Cortave       | José Ricardo Cortés | Gonzalo Rizzo    | Gustavo Viera    |
| Cienciano                 | Abdiel Ayarza      | Marcelo Benítez     | Carlos Garcés        | Germán Mera         | Juan Romagnoli   | Gonzalo Ritacco  |
| Comerciantes Unidos       | Matías Almirón     | Cristian González   | Edgar Lastre         | Dubán Palacio       | Kevin Santamaría | Matías Sen       |
| Cusco FC                  | Lucas Colitto      | Iván Colman         | Rubén Ramírez        | Juan Manuel Tévez   |                  |                  |
| Deportivo Garcilaso       | Luis Caicedo       | Andrés Chicaiza     | Pablo Erustes        | Gaspar Gentile      |                  |                  |
| FBC Melgar                | Brian Blando       | Cristian Bordacahar | Leonel Galeano       | Tomás Martínez      | Horacio Orzán    |                  |
| Los Chankas               | Kevin Becerra      | Abel Casquete       | Joseph Cox           | Ángel Ledesma       | Carlos López     | Alan Murialdo    |
| Sport Boys                | Maxi Amondarain    | Damián Arce         | Pablo Bueno          | Francisco Grahl     | Facundo Mansilla | Cristian Techera |
| Sport Huancayo            | Lucas Cano         | Otávio Gut          | Matias Pérez García  | Carlos Ross         | Gutieri Tomelin  |                  |
| Sporting Cristal          | Martín Cauteruccio | Gustavo Cazonatti   | Ignácio da Silva     | Santiago González   | Nicolás Pasquini | Franco Romero    |
| Unión Comercio            | Byron Angulo       | Ignacio Barrios     | Marlon de Jesús      | Teodoro Paredes     | Hernan Pérez     | Facundo Queiróz  |
| Universidad César Vallejo | Oscar Barreto      | Édgar Benítez       | Geisson Perea        | Jairo Vélez         |                  |                  |
| UTC                       | Diego Mondino      | Víctor Perlaza      | Jarlín Quintero      | Mario Otazú         |                  |                  |
| Universitario             | Sebastián Britos   | Matías Di Benedetto | Segundo Portocarrero | Williams Riveros    | Rodrigo Ureña    |                  |

|  | Habitualmente convocado por la selección de su país |

## Clasificación

### Tabla de posiciones
| Pos. | Equipo                    | Pts. | PJ | G  | E | P  | GF | GC | Dif. | Clasificación           |
| ---- | ------------------------- | ---- | -- | -- | - | -- | -- | -- | ---- | ----------------------- |
| 1    | Universitario (G)         | 37   | 17 | 11 | 4 | 2  | 31 | 10 | +21  | Avanza a los Play-offs. |
| 2    | Alianza Lima              | 36   | 17 | 11 | 3 | 3  | 25 | 11 | +14  |                         |
| 3    | Sporting Cristal          | 34   | 17 | 10 | 4 | 3  | 47 | 15 | +32  |                         |
| 4    | FBC Melgar                | 32   | 17 | 9  | 5 | 3  | 30 | 16 | +14  |                         |
| 5    | Atlético Grau             | 32   | 17 | 8  | 8 | 1  | 25 | 11 | +14  |                         |
| 6    | Cusco FC                  | 31   | 17 | 9  | 4 | 4  | 28 | 23 | +5   |                         |
| 7    | Alianza Atlético          | 30   | 17 | 8  | 6 | 3  | 17 | 15 | +2   |                         |
| 8    | Cienciano                 | 26   | 17 | 8  | 2 | 7  | 28 | 24 | +4   |                         |
| 9    | ADT                       | 23   | 17 | 6  | 5 | 6  | 18 | 16 | +2   |                         |
| 10   | Deportivo Garcilaso       | 23   | 17 | 7  | 2 | 8  | 17 | 17 | 0    |                         |
| 11   | Sport Huancayo            | 19   | 17 | 5  | 4 | 8  | 21 | 28 | −7   |                         |
| 12   | Los Chankas               | 18   | 17 | 4  | 6 | 7  | 17 | 21 | −4   |                         |
| 13   | Carlos A. Mannucci        | 17   | 17 | 4  | 5 | 8  | 23 | 30 | −7   |                         |
| 14   | Sport Boys                | 16   | 17 | 4  | 4 | 9  | 14 | 31 | −17  |                         |
| 15   | UTC                       | 15   | 17 | 3  | 6 | 8  | 14 | 24 | −10  |                         |
| 16   | Comerciantes Unidos       | 13   | 17 | 3  | 4 | 10 | 14 | 29 | −15  |                         |
| 17   | Universidad César Vallejo | 10   | 17 | 2  | 4 | 11 | 15 | 31 | −16  |                         |
| 18   | Unión Comercio            | 8    | 17 | 2  | 2 | 13 | 13 | 45 | −32  |                         |

 Fuente: FPF
|                       |
| Ganador Universitario |

### Evolución de clasificación
| Equipo / Fecha            | 1  | 2  | 3   | 4   | 5   | 6   | 7   | 8   | 9   | 10 | 11 | 12 | 13 | 14 | 15 | 16 | 17 |
| ------------------------- | -- | -- | --- | --- | --- | --- | --- | --- | --- | -- | -- | -- | -- | -- | -- | -- | -- |
| Universitario             | 1  | 5  | 2   | 5   | 3   | 4   | 1   | 2   | 2   | 2  | 1  | 1  | 1  | 1  | 1  | 1  | 1  |
| Alianza Lima              | 4  | 2  | 5   | 3   | 1   | 1   | 2   | 1   | 1   | 1  | 2  | 2  | 2  | 2  | 2  | 2  | 2  |
| Sporting Cristal          | 16 | 6  | 3   | 4   | 2   | 3   | 4   | 5   | 3   | 4  | 3  | 3  | 3  | 5  | 3  | 3  | 3  |
| FBC Melgar                | 2  | 1  | 4   | 1   | 4   | 6*  | 7*  | 4*  | 7*  | 3  | 5  | 5  | 6  | 6  | 4  | 4  | 4  |
| Atlético Grau             | 9  | 12 | 16* | 11* | 8*  | 7*  | 11* | 10* | 11* | 7  | 7  | 7  | 7  | 7  | 6  | 5  | 5  |
| Cusco FC                  | 17 | 18 | 9   | 7   | 5   | 2   | 3   | 3   | 4   | 5  | 4  | 4  | 4  | 3  | 5  | 7  | 6  |
| Alianza Atlético          | 10 | 14 | 8   | 12  | 11  | 8   | 8   | 9   | 6   | 10 | 8  | 6  | 5  | 4  | 7  | 6  | 7  |
| Cienciano                 | 5  | 7  | 14  | 17  | 15  | 14  | 10  | 12  | 8   | 6  | 6  | 8  | 8  | 9  | 8  | 8  | 8  |
| ADT                       | 3  | 3  | 1   | 2   | 6   | 5   | 5   | 6   | 5   | 8  | 9  | 10 | 11 | 11 | 10 | 10 | 9  |
| Deportivo Garcilaso       | 8  | 10 | 7   | 8   | 7   | 9   | 13  | 7   | 9   | 9  | 10 | 9  | 9  | 8  | 9  | 9  | 10 |
| Sport Huancayo            | 14 | 8  | 13  | 9   | 10  | 12  | 6   | 8   | 10  | 11 | 11 | 11 | 10 | 10 | 11 | 11 | 11 |
| Los Chankas               | 6  | 4  | 6   | 6   | 9   | 11  | 12  | 11  | 12  | 13 | 12 | 13 | 12 | 12 | 12 | 12 | 12 |
| Carlos A. Mannucci        | 18 | 15 | 18  | 14  | 16  | 16  | 15  | 15  | 15  | 15 | 16 | 16 | 16 | 17 | 14 | 14 | 13 |
| Sport Boys                | 7  | 11 | 15  | 10  | 12  | 10  | 9   | 13  | 13  | 12 | 14 | 15 | 13 | 13 | 13 | 13 | 14 |
| UTC                       | 15 | 9  | 12  | 13  | 14  | 13  | 14  | 14  | 14  | 14 | 15 | 12 | 14 | 14 | 15 | 15 | 15 |
| Comerciantes Unidos       | 13 | 16 | 11  | 16  | 18  | 18* | 18* | 17* | 16* | 17 | 13 | 14 | 15 | 15 | 16 | 16 | 16 |
| Universidad César Vallejo | 11 | 17 | 10  | 15  | 17  | 17  | 17  | 16  | 18  | 16 | 17 | 17 | 17 | 16 | 17 | 17 | 17 |
| Unión Comercio            | 12 | 13 | 17* | 18* | 13* | 15* | 16* | 18* | 17* | 18 | 18 | 18 | 18 | 18 | 18 | 18 | 18 |

| Nota: - (*) Indica la posición del equipo con un partido pendiente. |

## Resultados
- La hora de cada encuentro corresponde al huso horario que rige a Perú (UTC-5).

| Fecha 1             | Fecha 1   | Fecha 1            | Fecha 1                   | Fecha 1     | Fecha 1 | Fecha 1          | Fecha 1              | Fecha 1         |
| Local               | Resultado | Visitante          | Estadio                   | Fecha       | Hora    | Árbitro          | VAR                  | TV              |
| ------------------- | --------- | ------------------ | ------------------------- | ----------- | ------- | ---------------- | -------------------- | --------------- |
| Unión Comercio      | 1 – 2     | Los Chankas        | Carlos Vidaurre García    | 12 de julio | 13:00   | Jesús Cartagena  | Pablo López          | L1 Max          |
| ADT                 | 3 – 1     | Sporting Cristal   | Unión Tarma               | 12 de julio | 15:15   | Bruno Pérez      | Víctor Cori          | L1 Max          |
| Deportivo Garcilaso | 1 – 0     | UTC                | Inca Garcilaso de la Vega | 12 de julio | 19:00   | Sebastián Lozano | Julio Quiroz         | L1 Max y Nativa |
| Comerciantes Unidos | 1 – 2     | Cienciano          | Germán Contreras Jara     | 13 de julio | 13:00   | Jhonathan Zamora | Milagros Arruela     | L1 Max          |
| César Vallejo       | 2 – 3     | Alianza Lima       | Mansiche                  | 13 de julio | 15:30   | Edwin Ordóñez    | Hilberth Villegas    | L1 Max          |
| Universitario       | 6 – 0     | Carlos A. Mannucci | Monumental                | 13 de julio | 18:00   | Daniel Ureta     | Alejandro Villanueva | GOLPERU         |
| Alianza Atlético    | 0 – 0     | Atlético Grau      | Campeones del 36          | 14 de julio | 13:00   | Diego Haro       | Jordi Espinoza       | L1 Max          |
| Sport Boys          | 2 – 1     | Sport Huancayo     | Miguel Grau               | 14 de julio | 15:00   | Micke Palomino   | César García         | GOLPERU         |
| Cusco FC            | 0 – 3     | FBC Melgar         | Inca Garcilaso de la Vega | 14 de julio | 15:15   | Michael Espinoza | Robin Segura         | L1 Max          |

| Fecha 2            | Fecha 2   | Fecha 2                   | Fecha 2                   | Fecha 2     | Fecha 2 | Fecha 2              | Fecha 2              | Fecha 2         |
| Local              | Resultado | Visitante                 | Estadio                   | Fecha       | Hora    | Árbitro              | VAR                  | TV              |
| ------------------ | --------- | ------------------------- | ------------------------- | ----------- | ------- | -------------------- | -------------------- | --------------- |
| UTC                | 2 – 1     | Cusco FC                  | Germán Contreras Jara     | 19 de julio | 13:00   | Alejandro Villanueva | César García         | L1 Max          |
| Sport Huancayo     | 1 – 0     | Deportivo Garcilaso       | Huancayo                  | 19 de julio | 15:15   | Víctor Cori          | Augusto Menéndez     | L1 Max          |
| Los Chankas        | 2 – 0     | Comerciantes Unidos       | Los Chankas               | 20 de julio | 13:00   | Fernando Legario     | Julio Quiroz         | L1 Max y Nativa |
| FBC Melgar         | 5 – 2     | Universidad César Vallejo | Monumental de la UNSA     | 20 de julio | 15:15   | Daniel Ureta         | Jordy Espinoza       | L1 Max          |
| Alianza Lima       | 2 – 0     | Alianza Atlético          | Alejandro Villanueva      | 20 de julio | 19:00   | Sebastián Lozano     | Diego Haro           | L1 Max          |
| Atlético Grau      | 1 – 1     | Universitario             | Campeones del 36          | 21 de julio | 13:00   | Micke Palomino       | Víctor Cori          | L1 Max          |
| Carlos A. Mannucci | 0 – 0     | Unión Comercio            | Mansiche                  | 21 de julio | 15:00   | Bruno Pérez          | Alejandro Villanueva | GOLPERU         |
| Sporting Cristal   | 4 – 0     | Sport Boys                | Alberto Gallardo          | 21 de julio | 15:15   | Augusto Menéndez     | Michael Espinoza     | L1 Max          |
| Cienciano          | 0 – 1     | ADT                       | Inca Garcilaso de la Vega | 21 de julio | 18:00   | Joel Alarcón         | Kevin Ortega         | L1 Max          |

| Fecha 3             | Fecha 3   | Fecha 3         | Fecha 3                   | Fecha 3         | Fecha 3 | Fecha 3          | Fecha 3              | Fecha 3         |
| Local               | Resultado | Visitante       | Estadio                   | Fecha           | Hora    | Árbitro          | VAR                  | TV              |
| ------------------- | --------- | --------------- | ------------------------- | --------------- | ------- | ---------------- | -------------------- | --------------- |
| Alianza Atlético    | 3 – 1     | FBC Melgar      | Campeones del 36          | 25 de julio     | 13:00   | Bruno Pérez      | Alejandro Villanueva | L1 Max          |
| Cusco FC            | 3 – 0     | Sport Huancayo  | Inca Garcilaso de la Vega | 25 de julio     | 15:15   | Julio Quiroz     | Sebastián Lozano     | L1 Max y Nativa |
| César Vallejo       | 2 – 0     | UTC             | Mansiche                  | 25 de julio     | 19:00   | Fernando Legario | Diego Haro           | L1 Max          |
| Comerciantes Unidos | 2 – 1     | Carlos Mannucci | Germán Contreras Jara     | 26 de julio     | 15:15   | Augusto Menéndez | César García         | L1 Max          |
| Deportivo Garcilaso | 2 – 0     | Sport Boys      | Inca Garcilaso de la Vega | 26 de julio     | 18:00   | Jordi Espinoza   | David Huamán         | L1 Max          |
| Universitario       | 2 – 1     | Alianza Lima    | Monumental                | 26 de julio     | 20:30   | Kevin Ortega     | Joel Alarcón         | GOLPERU         |
| Sporting Cristal    | 5 – 1     | Cienciano       | Alberto Gallardo          | 27 de julio     | 13:00   | Michael Espinoza | Víctor Cori          | L1 Max          |
| ADT                 | 2 – 1     | Los Chankas     | Unión Tarma               | 27 de julio     | 15:15   | Micke Palomino   | Alejandro Villanueva | L1 Max          |
| Unión Comercio      | 1 – 2     | Atlético Grau   | Carlos Vidaurre García    | 1 de septiembre | 13:00   | Joel Alarcón     | Víctor Cori          | L1 Max          |

| Fecha 4             | Fecha 4   | Fecha 4             | Fecha 4                   | Fecha 4     | Fecha 4 | Fecha 4          | Fecha 4      | Fecha 4         |
| Local               | Resultado | Visitante           | Estadio                   | Fecha       | Hora    | Árbitro          | VAR          | TV              |
| ------------------- | --------- | ------------------- | ------------------------- | ----------- | ------- | ---------------- | ------------ | --------------- |
| Deportivo Garcilaso | 0 – 2     | Cusco FC            | Inca Garcilaso de la Vega | 29 de julio | 15:00   | Joel Alarcón     | Daniel Ureta | L1 Max          |
| Sport Huancayo      | 1 – 0     | César Vallejo       | Huancayo                  | 30 de julio | 15:00   | Michael Espinoza | Boris Santos | L1 Max          |
| Sport Boys          | 2 – 0     | Cienciano           | Miguel Grau               | 30 de julio | 15:00   | Fernando Legario | Kevin Ortega | GOLPERU         |
| Alianza Lima        | 1 – 0     | Unión Comercio      | Alejandro Villanueva      | 30 de julio | 19:30   | Micke Palomino   | Julio Quiroz | L1 Max          |
| Atlético Grau       | 3 – 0     | Comerciantes Unidos | Campeones del 36          | 31 de julio | 13:00   | Edwin Ordóñez    | David Huamán | L1 Max          |
| Los Chankas         | 3 – 3     | Sporting Cristal    | Los Chankas               | 31 de julio | 15:15   | Diego Haro       | Robin Segura | L1 Max          |
| Carlos A. Mannucci  | 3 – 2     | ADT                 | Mansiche                  | 31 de julio | 19:30   | Jordy Espinoza   | Víctor Cori  | GOLPERU         |
| FBC Melgar          | 1 – 0     | Universitario       | Monumental de la UNSA     | 31 de julio | 20:00   | Jesús Cartagena  | Daniel Ureta | L1 Max          |
| UTC                 | 1 – 1     | Alianza Atlético    | Germán Contreras Jara     | 1 de agosto | 15:00   | Kevin Ortega     | Joel Alarcón | L1 Max y Nativa |

| Fecha 5             | Fecha 5   | Fecha 5             | Fecha 5                   | Fecha 5     | Fecha 5 | Fecha 5          | Fecha 5              | Fecha 5         |
| Local               | Resultado | Visitante           | Estadio                   | Fecha       | Hora    | Árbitro          | VAR                  | TV              |
| ------------------- | --------- | ------------------- | ------------------------- | ----------- | ------- | ---------------- | -------------------- | --------------- |
| Comerciantes Unidos | 1 – 3     | Alianza Lima        | Germán Contreras Jara     | 3 de agosto | 15:00   | Joel Alarcón     | Robin Segura         | L1 Max          |
| Cienciano           | 0 – 0     | Los Chankas         | Inca Garcilaso de la Vega | 3 de agosto | 18:00   | Daniel Ureta     | David Huamán         | L1 Max y Nativa |
| César Vallejo       | 0 – 2     | Deportivo Garcilaso | Mansiche                  | 3 de agosto | 20:30   | Diego Haro       | Boris Santos         | L1 Max          |
| Sporting Cristal    | 4 – 0     | Carlos A. Mannucci  | Alberto Gallardo          | 4 de agosto | 11:00   | Micke Palomino   | Milagros Arruela     | L1 Max          |
| Unión Comercio      | 2 – 1     | FBC Melgar          | Carlos Vidaurre García    | 4 de agosto | 13:10   | Fernando Legario | Víctor Cori          | L1 Max          |
| ADT                 | 1 – 2     | Atlético Grau       | Unión Tarma               | 4 de agosto | 15:20   | Kevin Ortega     | Italo Gonzáles       | L1 Max          |
| Universitario       | 1 – 0     | UTC                 | Nacional                  | 4 de agosto | 20:00   | Pablo López      | Alejandro Villanueva | GOLPERU         |
| Alianza Atlético    | 1 – 1     | Sport Huancayo      | Campeones del 36          | 5 de agosto | 12:30   | Jesús Cartagena  | David Huamán         | L1 Max          |
| Cusco FC            | 3 – 1     | Sport Boys          | Inca Garcilaso de la Vega | 5 de agosto | 18:00   | Julio Quiroz     | Jordy Espinoza       | L1 Max          |

| Fecha 6             | Fecha 6   | Fecha 6             | Fecha 6                   | Fecha 6         | Fecha 6 | Fecha 6          | Fecha 6              | Fecha 6         |
| Local               | Resultado | Visitante           | Estadio                   | Fecha           | Hora    | Árbitro          | VAR                  | TV              |
| ------------------- | --------- | ------------------- | ------------------------- | --------------- | ------- | ---------------- | -------------------- | --------------- |
| UTC                 | 3 – 1     | Unión Comercio      | Germán Contreras Jara     | 9 de agosto     | 15:00   | Sebastián Lozano | Julio Quiroz         | L1 Max          |
| Deportivo Garcilaso | 0 – 1     | Alianza Atlético    | Inca Garcilaso de la Vega | 10 de agosto    | 15:00   | Edwin Ordóñez    | Alejandro Villanueva | L1 Max y Nativa |
| Sport Boys          | 2 – 1     | Los Chankas         | Miguel Grau               | 10 de agosto    | 15:00   | Bruno Peréz      | Micke Palomino       | GOLPERU         |
| Alianza Lima        | 0 – 0     | ADT                 | Alejandro Villanueva      | 10 de agosto    | 20:15   | Michael Espinoza | Jhonathan Zamora     | L1 Max          |
| Atlético Grau       | 1 – 1     | Sporting Cristal    | Campeones del 36          | 11 de agosto    | 13:00   | Augusto Menéndez | Italo Gonzáles       | L1 Max          |
| Carlos A. Mannucci  | 1 – 2     | Cienciano           | Mansiche                  | 11 de agosto    | 15:00   | Kevin Ortega     | Hilbert Villegas     | GOLPERU         |
| Sport Huancayo      | 1 – 1     | Universitario       | Huancayo                  | 11 de agosto    | 15:15   | Joel Alarcón     | David Huamán         | L1 Max          |
| Cusco FC            | 2 – 1     | César Vallejo       | Inca Garcilaso de la Vega | 11 de agosto    | 18:00   | Fernando Legario | Milagros Arruela     | L1 Max          |
| FBC Melgar          | 3 – 0     | Comerciantes Unidos | Monunental de la UNSA     | 7 de septiembre | 15:15   | Jordi Espinoza   | Víctor Cori          | L1 Max y Nativa |

| Fecha 7             | Fecha 7   | Fecha 7             | Fecha 7                   | Fecha 7      | Fecha 7 | Fecha 7          | Fecha 7          | Fecha 7         |
| Local               | Resultado | Visitante           | Estadio                   | Fecha        | Hora    | Árbitro          | VAR              | TV              |
| ------------------- | --------- | ------------------- | ------------------------- | ------------ | ------- | ---------------- | ---------------- | --------------- |
| Alianza Atlético    | 1 – 1     | Cusco FC            | Campeones 36              | 15 de agosto | 13:00   | Kevin Ortega     | Robin Segura     | L1 Max y Nativa |
| Comerciantes Unidos | 1 – 1     | UTC                 | Germán Contreras Jara     | 15 de agosto | 15:15   | Fernando Legario | David Huamán     | L1 Max          |
| ADT                 | 1 – 1     | FBC Melgar          | Unión Tarma               | 16 de agosto | 13:00   | Micke Palomino   | Julio Quiroz     | L1 Max          |
| César Vallejo       | 2 – 2     | Sport Boys          | Mansiche                  | 16 de agosto | 15:15   | Pablo López      | Jhonathan Zamora | L1 Max          |
| Universitario       | 3 – 1     | Deportivo Garcilaso | Monumental                | 16 de agosto | 20:30   | Daniel Ureta     | Víctor Cori      | GOLPERU         |
| Unión Comercio      | 0 – 1     | Sport Huancayo      | Carlos Vidaurre García    | 17 de agosto | 13:00   | Hilbert Villegas | Milagros Arruela | L1 Max          |
| Cienciano           | 1 – 0     | Atlético Grau       | Inca Garcilaso de la Vega | 17 de agosto | 15:15   | Michael Espinoza | Jordi Espinoza   | L1 Max          |
| Sporting Cristal    | 0 – 0     | Alianza Lima        | Nacional                  | 17 de agosto | 20:00   | Bruno Pérez      | Diego Haro       | L1 Max          |
| Los Chankas         | 1 – 1     | Carlos A. Mannucci  | Los Chankas               | 18 de agosto | 15:00   | Joel Alarcón     | Sebastián Lozano | L1 Max          |

| Fecha 8             | Fecha 8   | Fecha 8             | Fecha 8                   | Fecha 8      | Fecha 8 | Fecha 8          | Fecha 8          | Fecha 8         |
| Local               | Resultado | Visitante           | Estadio                   | Fecha        | Hora    | Árbitro          | VAR              | TV              |
| ------------------- | --------- | ------------------- | ------------------------- | ------------ | ------- | ---------------- | ---------------- | --------------- |
| César Vallejo       | 0 – 0     | Alianza Atlético    | Mansiche                  | 19 de agosto | 15:30   | Edwin Ordóñez    | Víctor Cori      | L1 Max          |
| UTC                 | 1 – 1     | ADT                 | Germán Contreras Jara     | 20 de agosto | 13:00   | Julio Quiroz     | Hilbert Villegas | L1 Max          |
| Sport Huancayo      | 2 – 2     | Comerciantes Unidos | Huancayo                  | 20 de agosto | 15:15   | Sebastián Lozano | César García     | L1 Max y Nativa |
| Cusco FC            | 1 – 1     | Universitario       | Inca Garcilaso de la Vega | 20 de agosto | 17:30   | Bruno Pérez      | Jordy Espinoza   | L1 Max          |
| Alianza Lima        | 3 – 0     | Cienciano           | Alejandro Villanueva      | 20 de agosto | 20:30   | Joel Alarcón     | Micke Palomino   | L1 Max          |
| Atlético Grau       | 1 – 1     | Los Chankas         | Campeones del 36          | 21 de agosto | 13:00   | Víctor Cori      | David Huamán     | L1 Max          |
| Sport Boys          | 2 – 6     | Carlos A. Mannucci  | Iván Elías Moreno         | 21 de agosto | 13:00   | Micke Palomino   | Sebastián Lozano | GOLPERU         |
| Deportivo Garcilaso | 3 – 1     | Unión Comercio      | Inca Garcilaso de la Vega | 21 de agosto | 15:15   | Fernando Legario | Edwin Ordóñez    | L1 Max          |
| FBC Melgar          | 2 – 0     | Sporting Cristal    | Monunental de la UNSA     | 21 de agosto | 19:30   | Daniel Ureta     | Milagros Arruela | L1 Max          |

| Fecha 9             | Fecha 9   | Fecha 9             | Fecha 9                   | Fecha 9      | Fecha 9 | Fecha 9          | Fecha 9          | Fecha 9         |
| Local               | Resultado | Visitante           | Estadio                   | Fecha        | Hora    | Árbitro          | VAR              | TV              |
| ------------------- | --------- | ------------------- | ------------------------- | ------------ | ------- | ---------------- | ---------------- | --------------- |
| Alianza Atlético    | 2 – 0     | Sport Boys          | Campeones del 36          | 24 de agosto | 12:50   | Daniel Ureta     | Hilbert Villegas | L1 Max          |
| Los Chankas         | 0 – 1     | Alianza Lima        | Los Chankas               | 24 de agosto | 15:20   | Kevin Ortega     | Sebastián Lozano | L1 Max          |
| Universitario       | 1 – 0     | César Vallejo       | Monumental                | 24 de agosto | 20:30   | Augusto Menéndez | Bruno Peréz      | GOLPERU         |
| Sporting Cristal    | 4 – 0     | UTC                 | Alberto Gallardo          | 25 de agosto | 11:00   | Joel Alarcón     | Milagros Arruela | L1 Max          |
| ADT                 | 2 – 1     | Sport Huancayo      | Unión Tarma               | 25 de agosto | 13:15   | Edwin Ordóñez    | Jordi Espinoza   | L1 Max y Nativa |
| Comerciantes Unidos | 2 – 1     | Deportivo Garcilaso | Germán Contreras Jara     | 25 de agosto | 15:30   | Víctor Cori      | Julio Quiroz     | L1 Max          |
| Cienciano           | 3 – 1     | FBC Melgar          | Inca Garcilaso de la Vega | 25 de agosto | 20:00   | Diego Haro       | David Huamán     | L1 Max          |
| Unión Comercio      | 3 – 3     | Cusco FC            | Carlos Vidaurre García    | 26 de agosto | 13:00   | Micke Palomino   | Hilbert Villegas | L1 Max          |
| Carlos A. Mannucci  | 1 – 1     | Atlético Grau       | Mansiche                  | 26 de agosto | 20:00   | Fernando Legario | César García     | GOLPERU         |

| Fecha 10            | Fecha 10  | Fecha 10            | Fecha 10                  | Fecha 10         | Fecha 10 | Fecha 10             | Fecha 10             | Fecha 10        |
| Local               | Resultado | Visitante           | Estadio                   | Fecha            | Hora     | Árbitro              | VAR                  | TV              |
| ------------------- | --------- | ------------------- | ------------------------- | ---------------- | -------- | -------------------- | -------------------- | --------------- |
| UTC                 | 1 – 2     | Cienciano           | Germán Contreras Jara     | 13 de septiembre | 13:00    | Augusto Menéndez     | Hilbert Villegas     | L1 Max          |
| Deportivo Garcilaso | 1 – 0     | ADT                 | Inca Garcilaso de la Vega | 13 de septiembre | 15:15    | Alejandro Villanueva | Daniel Ureta         | L1 Max y Nativa |
| César Vallejo       | 1 – 0     | Unión Comercio      | Mansiche                  | 13 de septiembre | 18:00    | Diego Haro           | César García         | L1 Max          |
| Cusco FC            | 2 – 1     | Comerciantes Unidos | Inca Garcilaso de la Vega | 14 de septiembre | 13:00    | Daniel Ureta         | Alejandro Villanueva | L1 Max          |
| Sport Boys          | 0 – 0     | Atlético Grau       | Miguel Grau               | 14 de septiembre | 15:00    | Jesús Cartagena      | David Huamán         | GOLPERU         |
| Sport Huancayo      | 1 – 2     | Sporting Cristal    | Huancayo                  | 14 de septiembre | 15:15    | Kevin Ortega         | Micke Palomino       | L1 Max          |
| Alianza Lima        | 1 – 0     | Carlos A. Mannucci  | Alejandro Villanueva      | 14 de septiembre | 19:00    | Michael Espinoza     | Augusto Menéndez     | L1 Max          |
| Alianza Atlético    | 0 – 3     | Universitario       | Campeones del 36          | 15 de septiembre | 13:00    | Edwin Ordoñez        | Víctor Cori          | L1 Max          |
| FBC Melgar          | 2 – 0     | Los Chankas         | Monumental de la UNSA     | 15 de septiembre | 15:15    | Joel Alarcón         | Julio Quiroz         | L1 Max          |

| Fecha 11            | Fecha 11  | Fecha 11            | Fecha 11                  | Fecha 11         | Fecha 11 | Fecha 11             | Fecha 11        | Fecha 11        |
| Local               | Resultado | Visitante           | Estadio                   | Fecha            | Hora     | Árbitro              | VAR             | TV              |
| ------------------- | --------- | ------------------- | ------------------------- | ---------------- | -------- | -------------------- | --------------- | --------------- |
| Sporting Cristal    | 1 – 0     | Deportivo Garcilaso | Alberto Gallardo          | 17 de septiembre | 13:00    | Edwin Ordóñez        | Bruno Pérez     | L1 Max          |
| ADT                 | 1 – 2     | Cusco FC            | Unión Tarma               | 17 de septiembre | 15:15    | Hilbert Villegas     | David Huaman    | L1 Max          |
| Atlético Grau       | 1 – 0     | Alianza Lima        | Campeones del 36          | 18 de septiembre | 13:00    | Joel Alarcón         | Jordi Espinoza  | L1 Max          |
| Comerciantes Unidos | 2 – 0     | César Vallejo       | Germán Contreras Jara     | 18 de septiembre | 15:30    | Fernando Legario     | Robin Segura    | L1 Max          |
| Cienciano           | 3 – 1     | Sport Huancayo      | Inca Garcilaso de la Vega | 18 de septiembre | 18:00    | Jesús Cartagena      | Jonathan Zamora | L1 Max          |
| Universitario       | 3 – 0     | Sport Boys          | Monumental                | 18 de septiembre | 20:30    | Bruno Pérez          | Edwin Ordoñez   | GOLPERU         |
| Unión Comercio      | 1 – 2     | Alianza Atlético    | Carlos Vidaurre García    | 19 de septiembre | 13:00    | Alejandro Villanueva | Marco Bravo     | L1 Max          |
| Los Chankas         | 1 – 1     | UTC                 | Los Chankas               | 19 de septiembre | 15:15    | Micke Palomino       | Jhon Guzmán     | L1 Max y Nativa |
| Carlos A. Mannucci  | 1 – 1     | FBC Melgar          | Mansiche                  | 19 de septiembre | 20:00    | Augusto Menéndez     | Jair Vargas     | GOLPERU         |

| Fecha 12            | Fecha 12  | Fecha 12            | Fecha 12                  | Fecha 12         | Fecha 12 | Fecha 12         | Fecha 12             | Fecha 12 |
| Local               | Resultado | Visitante           | Estadio                   | Fecha            | Hora     | Árbitro          | VAR                  | TV       |
| ------------------- | --------- | ------------------- | ------------------------- | ---------------- | -------- | ---------------- | -------------------- | -------- |
| Deportivo Garcilaso | 1 – 0     | Cienciano           | Inca Garcilaso de la Vega | 21 de septiembre | 18:30    | Daniel Ureta     | Joel Alarcón         | L1 Max   |
| Sport Boys          | 0 – 3     | Alianza Lima        | Nacional                  | 21 de septiembre | 20:30    | Diego Haro       | Julio Quiroz         | GOLPERU  |
| Cusco FC            | 1 – 1     | Sporting Cristal    | Inca Garcilaso de la Vega | 22 de septiembre | 15:00    | Augusto Menéndez | Jordi Espinoza       | L1 Max   |
| Universitario       | 1 – 0     | Unión Comercio      | Monumental                | 22 de septiembre | 17:30    | Fernando Legario | Milagros Arruela     | GOLPERU  |
| César Vallejo       | 0 – 0     | ADT                 | Mansiche                  | 22 de septiembre | 20:00    | Bruno Pérez      | Jonathan Zamora      | L1 Max   |
| Alianza Atlético    | 1 – 0     | Comerciantes Unidos | Campeones del 36          | 23 de septiembre | 13:00    | Joel Alarcón     | David Huamán         | L1 Max   |
| Sport Huancayo      | 3 – 1     | Los Chankas         | Huancayo                  | 23 de septiembre | 17:30    | Edwin Ordoñez    | Cesár García         | L1 Max   |
| FBC Melgar          | 0 – 0     | Atlético Grau       | Monumental de la UNSA     | 23 de septiembre | 20:00    | Michael Espinoza | Alejandro Villanueva | L1 Max   |
| UTC                 | 2 – 0     | Carlos A. Mannucci  | Germán Contreras Jara     | 24 de septiembre | 15:00    | Kevin Ortega     | Robin Segura         | L1 Max   |

| Fecha 13            | Fecha 13  | Fecha 13            | Fecha 13                  | Fecha 13         | Fecha 13 | Fecha 13             | Fecha 13         | Fecha 13        |
| Local               | Resultado | Visitante           | Estadio                   | Fecha            | Hora     | Árbitro              | VAR              | TV              |
| ------------------- | --------- | ------------------- | ------------------------- | ---------------- | -------- | -------------------- | ---------------- | --------------- |
| Unión Comercio      | 0 – 2     | Sport Boys          | Carlos Vidaurre García    | 27 de septiembre | 13:00    | Victor Cori          | César García     | L1 Max          |
| ADT                 | 0 – 1     | Alianza Atlético    | Unión Tarma               | 28 de septiembre | 15:00    | Daniel Ureta         | Robin Segura     | L1 Max          |
| Cienciano           | 1 – 2     | Cusco FC            | Inca Garcilaso de la Vega | 28 de septiembre | 17:30    | Michael Espinoza     | Milagros Arruela | L1 Max          |
| Alianza Lima        | 1 – 1     | FBC Melgar          | Alejandro Villanueva      | 28 de septiembre | 20:30    | Bruno Pérez          | David Huamán     | L1 Max          |
| Sporting Cristal    | 4 – 1     | César Vallejo       | Alberto Gallardo          | 29 de septiembre | 11:00    | Jordi Espinoza       | Diego Haro       | L1 Max          |
| Los Chankas         | 1 – 0     | Deportivo Garcilaso | Los Chankas               | 29 de septiembre | 13:15    | Joel Alarcón         | Jhonatan Zamora  | L1 Max y Nativa |
| Carlos A. Mannucci  | 1 – 2     | Sport Huancayo      | Mansiche                  | 29 de septiembre | 15:00    | Micke Palomino       | Pablo López      | GOLPERU         |
| Comerciantes Unidos | 0 – 2     | Universitario       | Germán Contreras Jara     | 29 de septiembre | 15:30    | Kevin Ortega         | Julio Quiroz     | L1 Max          |
| Atlético Grau       | 4 – 0     | UTC                 | Campeones del 36          | 30 de septiembre | 13:00    | Alejandro Villanueva | David Huamán     | L1 Max          |

| Fecha 14            | Fecha 14  | Fecha 14            | Fecha 14                  | Fecha 14      | Fecha 14 | Fecha 14         | Fecha 14             | Fecha 14        |
| Local               | Resultado | Visitante           | Estadio                   | Fecha         | Hora     | Árbitro          | VAR                  | TV              |
| ------------------- | --------- | ------------------- | ------------------------- | ------------- | -------- | ---------------- | -------------------- | --------------- |
| Unión Comercio      | 3 – 2     | Comerciantes Unidos | Carlos Vidaurre García    | 17 de octubre | 13:00    | Fernando Legario | Joel Alarcón         | L1 Max          |
| Cusco FC            | 2 – 1     | Los Chankas         | Inca Garcilaso de la Vega | 17 de octubre | 15:15    | Bruno Pérez      | César García         | L1 Max y Nativa |
| Sport Huancayo      | 1 – 3     | Atlético Grau       | Huancayo                  | 17 de octubre | 18:00    | Jesús Cartagena  | Julio Quiroz         | L1 Max          |
| Sport Boys          | 0 – 2     | FBC Melgar          | Miguel Grau               | 18 de octubre | 13:00    | Micke Palomino   | Pablo López          | GOLPERU         |
| UTC                 | 0 – 1     | Alianza Lima        | Germán Contreras Jara     | 18 de octubre | 15:00    | Michael Espinoza | José Zamora          | L1 Max          |
| César Vallejo       | 2 – 2     | Cienciano           | Mansiche                  | 18 de octubre | 17:30    | Diego Haro       | Alejandro Villanueva | L1 Max          |
| Deportivo Garcilaso | 1 – 0     | Carlos A. Mannucci  | Inca Garcilaso de la Vega | 18 de octubre | 20:00    | Víctor Cori      | David Huamán         | L1 Max          |
| Alianza Atlético    | 1 – 0     | Sporting Cristal    | Campeones del 36          | 19 de octubre | 12:45    | Joel Alarcón     | Robin Segura         | L1 Max          |
| Universitario       | 2 – 1     | ADT                 | Monumental                | 19 de octubre | 19:30    | Augusto Menéndez | Jesús Cartagena      | GOLPERU         |

| Fecha 15            | Fecha 15  | Fecha 15            | Fecha 15                  | Fecha 15      | Fecha 15 | Fecha 15         | Fecha 15             | Fecha 15        |
| Local               | Resultado | Visitante           | Estadio                   | Fecha         | Hora     | Árbitro          | VAR                  | TV              |
| ------------------- | --------- | ------------------- | ------------------------- | ------------- | -------- | ---------------- | -------------------- | --------------- |
| Atlético Grau       | 2 – 2     | Deportivo Garcilaso | Campeones del 36          | 22 de octubre | 13:00    | Augusto Menéndez | Jordi Espinoza       | L1 Max          |
| Los Chankas         | 2 – 1     | César Vallejo       | Los Chankas               | 22 de octubre | 15:15    | Jesús Cartagena  | Pablo López          | L1 Max          |
| FBC Melgar          | 1 – 0     | UTC                 | Monumental de la UNSA     | 22 de octubre | 18:00    | Fernando Legario | Robin Segura         | L1 Max          |
| Alianza Lima        | 2 – 1     | Sport Huancayo      | Alejandro Villanueva      | 22 de octubre | 20:15    | Daniel Ureta     | Alejandro Villanueva | L1 Max          |
| ADT                 | 2 – 0     | Unión Comercio      | Unión Tarma               | 23 de octubre | 15:15    | Diego Haro       | Cesár García         | L1 Max y Nativa |
| Cienciano           | 3 – 0     | Alianza Atlético    | Inca Garcilaso de la Vega | 23 de octubre | 17:30    | Micke Palomino   | Michael Epizona      | L1 Max          |
| Carlos A. Mannucci  | 4 – 1     | Cusco FC            | Mansiche                  | 23 de octubre | 20:00    | Joel Alarcón     | Jonathan Zamora      | GOLPERU         |
| Sporting Cristal    | 2 – 1     | Universitario       | Nacional                  | 23 de octubre | 20:30    | Bruno Pérez      | David Huamán         | L1 Max          |
| Comerciantes Unidos | 0 – 0     | Sport Boys          | Germán Contreras Jara     | 24 de octubre | 15:00    | Julio Quiroz     | Víctor Cori          | L1 Max          |

| Fecha 16            | Fecha 16  | Fecha 16           | Fecha 16                  | Fecha 16      | Fecha 16 | Fecha 16         | Fecha 16             | Fecha 16        |
| Local               | Resultado | Visitante          | Estadio                   | Fecha         | Hora     | Árbitro          | VAR                  | TV              |
| ------------------- | --------- | ------------------ | ------------------------- | ------------- | -------- | ---------------- | -------------------- | --------------- |
| Deportivo Garcilaso | 1 – 2     | Alianza Lima       | Inca Garcilaso de la Vega | 26 de octubre | 18:00    | Micke Palomino   | Jordi Espinoza       | L1 Max          |
| César Vallejo       | 0 – 2     | Carlos A. Mannucci | Mansiche                  | 26 de octubre | 20:30    | Michael Espinoza | Alejandro Villanueva | L1 Max          |
| Unión Comercio      | 0 – 12    | Sporting Cristal   | Carlos Vidaurre García    | 27 de octubre | 13:00    | Jesús Cartagena  | Jonathan Zamora      | L1 Max          |
| Sport Boys          | 1 – 1     | UTC                | Miguel Grau               | 27 de octubre | 13:00    | Joel Alarcón     | Pablo López          | GOLPERU         |
| Sport Huancayo      | 2 – 4     | FBC Melgar         | Huancayo                  | 27 de octubre | 15:15    | Víctor Cori      | David Huamán         | L1 Max y Nativa |
| Universitario       | 3 – 1     | Cienciano          | Monumental                | 27 de octubre | 18:00    | Fernando Legario | Diego Haro           | GOLPERU         |
| Alianza Atlético    | 1 – 0     | Los Chankas        | Campeones del 36          | 28 de octubre | 13:00    | Daniel Ureta     | Augusto Menéndez     | L1 Max          |
| Comerciantes Unidos | 0 – 0     | ADT                | Germán Contreras Jara     | 28 de octubre | 15:30    | Bruno Pérez      | –                    | L1 Max          |
| Cusco FC            | 0 – 1     | Atlético Grau      | Inca Garcilaso de la Vega | 28 de octubre | 18:30    | Jordi Espinoza   | Julio Quiroz         | L1 Max          |

| Fecha 17           | Fecha 17  | Fecha 17            | Fecha 17                  | Fecha 17       | Fecha 17 | Fecha 17         | Fecha 17             | Fecha 17 |
| Local              | Resultado | Visitante           | Estadio                   | Fecha          | Hora     | Árbitro          | VAR                  | TV       |
| ------------------ | --------- | ------------------- | ------------------------- | -------------- | -------- | ---------------- | -------------------- | -------- |
| Cienciano          | 7 – 0     | Unión Comercio      | Inca Garcilaso de la Vega | 31 de octubre  | 17:30    | Jordi Espinoza   | Alejandro Villanueva | L1 Max   |
| ADT                | 1 – 0     | Sport Boys          | Unión Tarma               | 1 de noviembre | 15:00    | Julio Quiroz     | César García         | L1 Max   |
| Atlético Grau      | 3 – 1     | César Vallejo       | Campeones del 36          | 2 de noviembre | 15:15    | Joel Alarcón     | Hilbert Villegas     | L1 Max   |
| UTC                | 1 – 1     | Sport Huancayo      | Germán Contreras Jara     | 2 de noviembre | 15:15    | Diego Haro       | Robin Segura         | L1       |
| Carlos A. Mannucci | 2 – 2     | Alianza Atlético    | Mansiche                  | 2 de noviembre | 15:15    | Jesús Cartagena  | Jonathan Zamora      | GOLPERU  |
| Sporting Cristal   | 3 – 0     | Comerciantes Unidos | Alberto Gallardo          | 3 de noviembre | 11:00    | Victor Cori      | Italo Gonzáles       | L1 Max   |
| Los Chankas        | 0 – 0     | Universitario (G)   | Los Chankas               | 3 de noviembre | 15:00    | Micke Palomino   | Jordi Espinoza       | L1 Max   |
| Alianza Lima       | 1 – 2     | Cusco FC            | Alejandro Villanueva      | 3 de noviembre | 15:00    | Fernando Legario | Alejandro Villanueva | L1       |
| FBC Melgar         | 1 – 1     | Deportivo Garcilaso | Monumental de la UNSA     | 3 de noviembre | 15:00    | Michael Espinoza | Pablo López          | Nativa   |